# الکساندرا کوئین
الکساندرا کوئین (انگلیسی: Alexandra Quinn؛ زاده ۲۵ مارس ۱۹۷۳) یک بازیگر پورنوگرافی اهل است.